# Bugatti Type 35
Bugatti Type 35 é uma série de modelos de automóveis fabricados pela Bugatti, incluindo o Bugatti 37A que participou do Grande Prêmio de Mônaco de Fórmula 1 em 1928, avaliado atualmente em US$ 1,5 milhão.